# Aérodrome de Tamarindo
L'aérodrome de Tamarindo (code IATA : TNO • code OACI : MRTM) est un aérodrome privé qui dessert Tamarindo (en), une station balnéaire dans la province du Guanacaste, Costa Rica. Il est desservi quotidiennement par des vols réguliers à partir de San José et de Libéria. Pendant la saison des pluies, l'aérodrome est souvent fermé en raison de la météo. 
L'aéroport de Tamarindo est le cinquième le plus fréquenté du pays par le trafic passagers, le troisième plus achalandé de l'intérieur seulement de l'aéroport après Puerto Jiménez et Quépos.

## Situation
| \| 50 km1:1 721 000 \| Bahia Drake Barra del Colorado Coto 47 Golfito Nosara Palmar Sur Puerto Jiménez Punta Islita Quépos San Isidro de El General Tamarindo Tambor Tortuguero Libéria San José T. Bolaños Limón San José-J.-Santamaría |
| 50 km1:1 721 000 |

## Statistiques passagers
Pour des raisons techniques, il est temporairement impossible d'afficher le graphique qui aurait dû être présenté ici.

Voir la requête brute et les sources sur Wikidata.

Ces données montrent le nombre de mouvements de passagers dans l'aéroport, selon l'annuaire statistique de la Direction Générale de l'Aviation Civile du Costa Rica.